# Yana Batyrchina
Pour les articles homonymes, voir Batyrchina.
Ianina Farkhadovna Batyrchina (en russe : Янина Фархадовна Батыршина), née le 7 octobre 1979 à Tachkent en Ouzbékistan, est une ancienne sportive russe spécialiste de la gymnastique rythmique.

## Biographie
Entraînée par Irina Viner, elle rejoint très tôt l’équipe nationale après que sa famille a déménagé à Moscou et devient même vice-championne d’Europe junior en 1993. 
Dès 1994, elle participe à ses premiers championnats d’Europe aux côtés de Julia Roslyakova et Amina Zaripova dans le concours par équipe.
Malgré son jeune âge, elle enchaîne les médailles : 3e du concours général des championnats du monde en 1995 et médaillée d’or au ballon, 2e du concours général des championnats d’Europe et aux Jeux olympiques de 1996, 3e aux championnats du monde 1997…
En 1998, alors que le titre de championne d’Europe semblait devoir lui revenir après les qualifications, elle finit finalement à la 3e place après une lourde erreur au ruban. C’est sa jeune compatriote Alina Kabaeva qui remporte la médaille d’or. Victime d’une blessure, Yana arrête sa carrière peu après, consciente que les excellents résultats de sa toute jeune coéquipière lui laissent peu d’espoir pour la suite. 
Souplesse et dynamisme sont les deux adjectifs qui qualifient le mieux Yana. Aisément reconnaissable avec son chignon haut sur la tête qui lui donnait une allure de petite poupée, elle était extrêmement appréciée du public pour ses enchaînements risqués et rapides qu’elle vivait et interprétait de tout son cœur. Viner disait même d’elle que Yanina était une grande actrice. Grande technicienne, elle avait cependant du mal à réaliser une compétition sans faire de fautes, ce qui lui coûta tout au long de sa carrière les médailles d’or qu’elle visait.

## Palmarès
- 1993
  - Championnats d'Europe junior
    - 2e du concours général
    - 1re à la corde
    - 2e au ballon
    - 1re aux massues
    - 2e au ruban
- 1994
  - Championnats d'Europe
    - 4e du concours par équipe
    - 8e au ruban

  - Championnats du monde
    - 9e du concours général
    - 6e au ruban
- 1995
  - Championnats du monde
    - 1re du concours par équipe
    - 3e du concours général
    - 5e à la corde
    - 1re au ballon
    - 4e au ruban
- 1996
  - Championnats d'Europe
    - 4e du concours par équipe
    - 2e du concours général
    - 6e à la corde
    - 2e au ballon

  - Jeux olympiques
    -  2e du concours général
- 1997
  - Championnats d'Europe
    - 8e du concours général
    - 2e à la corde
    - 2e aux massues
    - 1re au ruban

  - Championnats du monde
    - 1re du concours par équipe
    - 3e du concours général
    - 1re à la corde
    - 5e au cerceau
    - 2e aux massues
- 1998
  - Championnats d'Europe
    - 3e du concours par équipe
    - 3e du concours général
    - 1re à la corde
    - 2e au cerceau
    - 2e au ruban